# Gennadi Gennadijewitsch Kowaljow
Gennadi Gennadijewitsch Kowaljow (russisch Геннадий Геннадиевич Ковалёв; * 17. Mai 1983 in Kropotkin, Region Krasnodar) ist ein russischer Boxer. Er war Europameister 2004 im Bantamgewicht und Vize-Weltmeister 2003 im Bantamgewicht und 2007 im Halbweltergewicht.

## Werdegang
Kowaljow begann als Jugendlicher mit dem Boxen, er ist ein Rechtsausleger mit einer sehr starken linken Schlaghand. Im Juniorenalter wurde er bereits russischer Meister und gab im Jahr 2001 seinen internationalen Einstand, als er in Alghero/Italien mit einem Punktsieg im Finale über Zbigniew Kolacz aus Polen im Bantamgewicht ein gut besetztes Juniorenturnier gewann.
Bei einer Größe von 1,71 m startete er auch in den nächsten Jahren bei den Senioren im Bantamgewicht, der Gewichtsklasse bis 54 kg Körpergewicht. 2002 wurde er erstmals russischer Meister bei den Senioren. Im Finale des Bantamgewichtes besiegte er dabei Bata-Munka Wankejeu nach Punkten. Im gleichen Jahr startete er auch bei der Europameisterschaft der Senioren in Perm. Im Bantamgewicht erreichte er dabei den Endkampf, in dem er allerdings gegen Kawazi Khatsygow aus Belarus unterlag. Der Gewinn des Vize-Europameistertitels war aber für ihn ein großer Erfolg.
2003 wurde Kowaljow erneut russischer Meister im Bantamgewicht. Er siegte dabei im Endkampf über Maksim Tschalikow. Als nächster Höhepunkt in der Karriere von Gennadi Kowaljow folgten die Weltmeisterschaften 2003 in Bangkok. Er siegte dort über Berik Serikbajew aus Kasachstan (21:6), Zsolt Bedák aus Ungarn (43:20), Kawazi Khatsygow (25:14) und Bahodirjon Sultanow aus Usbekistan (21:15) jeweils klar nach Punkten. Im Endkampf stand er Ağası Məmmədov aus Aserbaidschan gegenüber, gegen den er nach Punkten (8:17) verlor. Er war damit Vize-Weltmeister 2003.
Wegen der Vorbereitung auf die Europameisterschaft 2004 in Pula und die Olympischen Spiele 2004 in Athen fehlte er in diesem Jahr bei der russischen Meisterschaft. In Pula erreichte er ungefährdet das Finale, in dem er Ali Hallab aus Frankreich nach Punkten bezwang und damit Europameister wurde.  Bei den Olympischen Spielen in Athen traf er nach einem Sieg über Malik Bouziane aus Algerien bereits im Viertelfinale auf den damals die Bantamgewichtsklasse beherrschenden Guillermo Rigondeaux aus Kuba, gegen den er klar nach Punkten (5:20) verlor. Rigondeaux wurde Olympiasieger und Kowaljew belegte gemeinsam mit drei weiteren Boxern den 5. Platz.
Nach den Olympischen Spielen musste er eine längere Verletzungspause einlegen. Er konnte über mehrere Monate überhaupt nicht trainieren und nahm erheblich zu. Nach seiner Genesung entschloss er sich deshalb künftig im Halbweltergewicht, also drei Gewichtsklassen höher als vorher zu boxen.
Schon 2005 wurde er mit einem Sieg über Alexei Tscherbakow zum dritten Mal russischer Meister und im Herbst des Jahres 2005 gewann er in Ballybunion/Irland mit Siegen über Michal Strabala aus Polen, David Anthony Joyce aus Irland und Aaodh Carlyle aus Irland ein gut besetztes internationales Turnier.
2006 wurde er mit einem Punktsieg im Halbweltergewicht über Oleg Komissarow erneut russischer Meister. Beim Grand Prix Turnier in Ústí nad Labem schlug er Josef Zahradník und Martin Svoboda aus Tschechien und traf im Endkampf auf Serik Säpijew aus Kasachstan, dem er unterlag.
Im Jahre 2007 traf Kowaljow im Finale des Halbweltergewichtes auf den dreifachen Europameister Alexander Maletin und besiegte diesen klar nach Punkten, womit er seinen fünften russischen Meistertitel gewann. Nachdem er auch beim Strandja-Turnier in Plowdiw/Bulgarien überzeugte, er gewann dort das Turnier im Halbweltergewicht mit einem Punktsieg im Finale über Zakir Artykow aus Usbekistan, kam er 2007 auch bei der Weltmeisterschaft in Chicago zum Einsatz. Dort siegte er über Andrei Tsiruk aus Belarus (33:11), Marufjon Faidschulwe, Tadschikistan (24:10), Gyula Káté, Ungarn (22:9) nach Punkten, gewann kampflos gegen Boris Georgiew aus Bulgarien und besiegte im Halbfinale den englischen Newcomer Bradley Saunders nach Punkten (16:8). Im Finale traf er erneut auf Serik Säpijew, gegen den er klar nach Punkten verlor. Er wurde damit nach 2003 zum zweiten Mal Vize-Weltmeister und hatte sich damit auch die Fahrkarte zu den Olympischen Spielen 2008 in Peking gesichert.
2008 traf er bei zwei Länderkämpfen Russlands gegen die Vereinigten Staaten in Magnitogorsk und Nowosibirsk in Erscheinung. Er bezwang dort bei beiden Veranstaltungen Daniel O’Connor nach Punkten (16:8 u. 20:11).

## Internationale Erfolge
(OS = Olympische Spiele, WM = Weltmeisterschaft, EM = Europameisterschaft, Ba = Bantamgewicht, Hw = Halbweltergewicht, bis 54 kg bzw. 64 kg Körpergewicht)
| Jahr | Platz | Wettbewerb                                      | Gewichtsklasse | |
| 2001 | 1.    | Intern. Turnier in Alghero/Italien              | Bantam         | vor Zbigniew Kolacz, Polen                                                                                   |
| 2001 | 1.    | Junioren-EM in Sarajevo                         | Bantam         | vor Roman Nikolow, Ukraine u. Detelin Dalakliew, Bulgarien                                                   |
| 2002 | 2.    | EM in Perm                                      | Bantam         | hinter Tschawazi Tschatsigow, Belarus und vor Waldemar Cuccereanu, Rumänien u. Ali Hallab, Frankreich        |
| 2003 | 2.    | WM in Bangkok                                   | Bantam         | hinter Ağası Məmmədov, Aserbaidschan u. vor Bahodirjon Sultanow, Usbekistan und Detelin Dalakliew, Bulgarien |
| 2004 | 1.    | EM in Pula                                      | Bantam         | vor Ali Hallab, Andrzej Liczik, Polen u. Detelin Dalakliew                                                   |
| 2004 | 5.    | OS in Athen                                     | Bantam         | hinter Guillermo Rigondeaux, Kuba, Worapoj Petchkoom, Thailand, Ağası Məmmədov u. Bahodirjon Sultanow        |
| 2005 | 1.    | Multi-Nations-Cup in Ballybunion/Irland         | Halbwelter     | vor Auodh Carlyle u. David Anthony Joyce, bde. Irland                                                        |
| 2006 | 2.    | Grand-Prix-Turnier in Ústí nad Labem/Tschechien | Halbwelter     | hinter Serik Säpijew, Kasachstan u. vor Martin Svoboda, Tschechien                                           |
| 2007 | 1.    | „Strandjata“-Turnier in Plowdiw/Bulgarien       | Halbwelter     | vor Zakir Artykow, Usbekistan                                                                                |
| 2007 | 2.    | WM in Chicago                                   | Halbwelter     | hinter Serik Säpijew u. vor Bradley Saunders, England u. Masatsugu Kawachi, Japan                            |

## Länderkämpfe
- 2008 in Magnitogorsk, Russland gegen USA, Hw, Punktsieger über Daniel O’Connor (16:8),
- 2008 in Nowosibirsk, Russland gegen USA, Hw, Punktsieger über Daniel O’Connor (20:11)

## Russische Meisterschaften
(Finalergebnisse)
- 2002, Ba, Punktsieger über Bata-Munka Wankejeu,
- 2003, Ba, Punktsieger über Maksim Tschalikow,
- 2005, Hw, kampflos Sieger über Alexei Tscherbakow,
- 2006, Hw, Punktsieger über Oleg Komissarow,
- 2007, Hw, Punktsieger über Alexander Maletin